# ألكسندرا والش
ألكسندرا والش (ولدت في 31 يوليو 2001) هي سباحة أمريكية معروفة بتنوعها في جميع السباحة الأربع مما سمح لها بالنجاح في أحداث السباحة المتنوعة. منذ بداياتها أظهرت والش تفوقاً بتسجيلها أرقام قياسية وطنية في الفئة العمرية في سن 12 عامًا في عام 2014. قادت فريق مدرستها الثانوية إلى بطولات متعددة على مستوى الولاية والوطنية. في دورة الألعاب الأمريكية لعام 2019، حيث حققت بثلاث ميداليات ذهبية.
بدأت والش مسيرتها في الرابطة الوطنية لرياضة الجامعات في جامعة فيرجينيا في عام 2020. ساعدت فيرجينيا في الفوز ببطولات الرابطة الوطنية لرياضة الجامعات في أعوام 2021 و2022 و2023 و2024. تأهلت لدورة الألعاب الأولمبية الصيفية 2020 وفازت بالميدالية الفضية في سباق 200 متر فردي متنوع. فازت أيضا بثلاث ميداليات ذهبية في بطولة العالم 2022 ثم فازت بثلاث ميداليات ذهبية وميداليتين فضيتين وميدالية برونزية في بطولة العالم للسباحة القصيرة 2022. وفي العام التالي فازت بالميدالية الفضية في السباحة في بطولة العالم للألعاب المائية 2023.
تنافست والش في التجارب الأولمبية الأمريكية لعام 2024 في يونيو. احتلت المركز السادس في سباق 100 متر صدر ثم احتلت المركز الثالث في سباق 200 متر صدر بأفضل أوقات شخصية. في حدثها الأخير، سباق 200 متر فردي متنوع، احتلت المركز الثاني ودخلت الفريق الأولمبي. في دورة الألعاب الأولمبية الصيفية 2024، احتلت والش المركز الثالث في سباق 200 متر فردي متنوع، لكنها استبعدت بسبب انتقال غير قانوني من سباحة الظهر إلى سباحة الصدر.

## روابط خارجية
- ألكسندرا والش في اللجنة الأولمبية الدولية
- ألكسندرا والش في موقع أوليمبيديا